# イギリスの在外公館の一覧

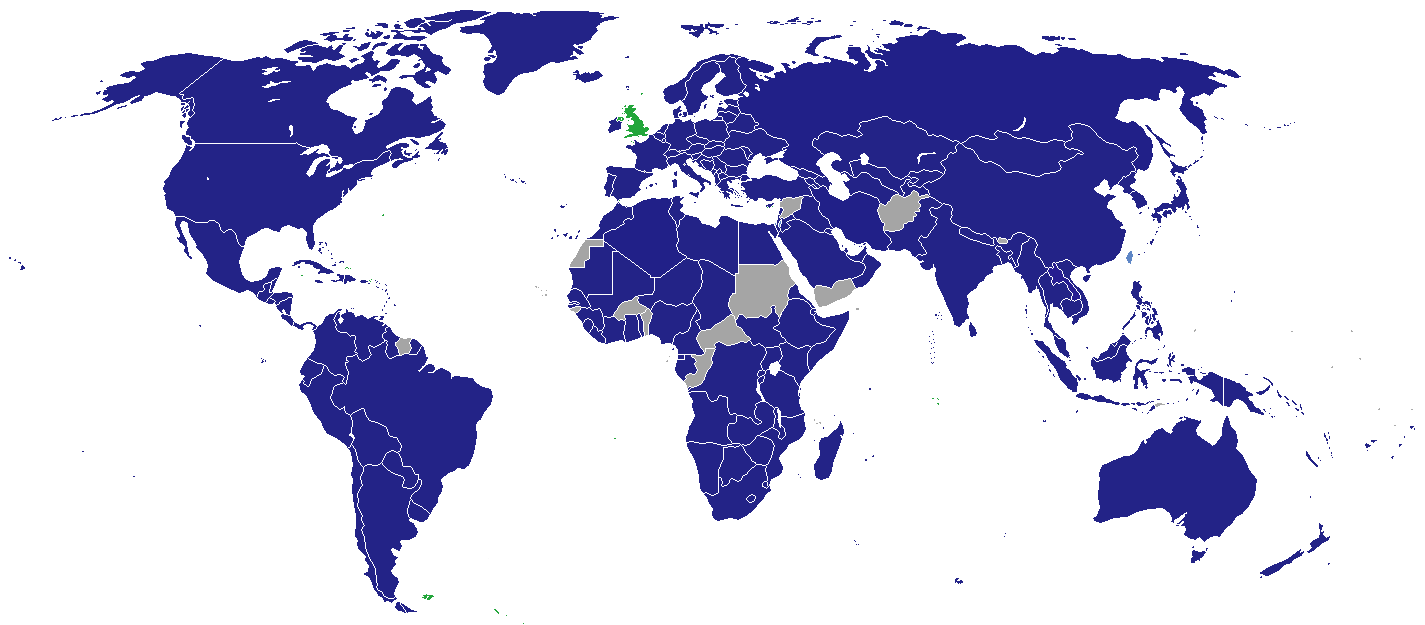
イギリスの在外公館が設置されている国

イギリスの在外公館の一覧では、イギリスが派遣している外交使節団（大使館、総領事館等）を挙げる。
イギリス連邦の加盟国においては、大使館の代わりに高等弁務官事務所、その中でもインド・パキスタン・ナイジェリアにおいては、総領事館の代わりに副高等弁務官事務所がそれぞれ置かれている。
2004年に外務省は、2年間の間に外交使節団の大幅な人員削減を行うことを決定し、バハマ、パラグアイ、東ティモール、レソト、スワジランド、マダガスカル、トンガ、キリバス、バヌアツの大使館、福岡（日本）、ヴィエンチャン（ラオス）、ドゥアラ（カメルーン）、フェニックス・ダラス（アメリカ）、サンフアン（プエルトリコ）、ポルト（ポルトガル）、フランクフルト・アム・マイン・ライプツィヒ・シュトゥットガルト（ドイツ）の総領事館や貿易事務所が閉鎖された。また、アメリカ、ドイツ、フランス、スペイン、オーストラリア、ニュージーランドの一部領事館は、規模を縮小し、現地人の職員のみが置かれることとなった。

## アジア
| - アゼルバイジャン - 在アゼルバイジャン大使館 (バクー) - アルメニア - 在アルメニア大使館 (エレバン) - インド - 在インド高等弁務官事務所 (ニューデリー) - 在チェンナイ副高等弁務官事務所 (チェンナイ) - 在コルカタ副高等弁務官事務所 (コルカタ) - 在ムンバイ副高等弁務官事務所 (ムンバイ) - インドネシア - 在インドネシア大使館 (ジャカルタ) - ウズベキスタン - 在ウズベキスタン大使館 (タシケント) - カザフスタン - 在カザフスタン大使館 (アスタナ) - 在アルマトイ総領事館 (アルマトイ) - カンボジア - 在カンボジア大使館 (プノンペン) - ジョージア - 在グルジア大使館 (トビリシ) - シンガポール - 在シンガポール高等弁務官事務所 (シンガポール) - スリランカ - 在スリランカ高等弁務官事務所 (コロンボ) - タイ - 在タイ大使館 (バンコク) - 在チェンマイ総領事館 (チェンマイ) - タジキスタン - 在タジキスタン大使館 (ドゥシャンベ) - 韓国 - 在大韓民国大使館 (ソウル) - 中華人民共和国 - 在中華人民共和国大使館 (北京) - 在重慶総領事館 (重慶) - 在広州総領事館 (広州) - 在上海総領事館 (上海) - 在香港総領事館 (香港) | - 中華民国（台湾） - 在台事務所 (台北) - 北朝鮮 - 在朝鮮民主主義人民共和国大使館 (平壌) - トルクメニスタン - 在トルクメニスタン大使館 (アシガバート) - 日本 - 在日本国大使館 (東京) - 在大阪総領事館 (大阪) - ネパール - 在ネパール大使館 (カトマンズ) - パキスタン - 在パキスタン高等弁務官事務所 (イスラマバード) - 在カラチ副高等弁務官事務所 (カラチ) - バングラデシュ - 在バングラデシュ高等弁務官事務所 (ダッカ) - フィリピン - 在フィリピン大使館 (マニラ) - 在セブ領事館 (セブ) - ブルネイ - 在ブルネイ大使館 (バンダルスリブガワン) - ベトナム - 在ベトナム大使館 (ハノイ) - 在ホーチミン総領事館 (ホーチミン市) - マレーシア - 在マレーシア高等弁務官事務所 (クアラルンプール) - ミャンマー - 在ミャンマー大使館 (ヤンゴン) - モルディブ - 在モルディブ高等弁務官事務所 (マレ) - モンゴル - 在モンゴル大使館 (ウランバートル) |

## アメリカ州
| - アメリカ合衆国 - 在アメリカ合衆国大使館 (ワシントンD.C.) - 在アトランタ総領事館 (アトランタ) - 在ボストン総領事館 (ボストン) - 在シカゴ総領事館 (シカゴ) - 在ヒューストン総領事館 (ヒューストン) - 在ロサンゼルス総領事館 (ロサンゼルス) - 在マイアミ総領事館 (マイアミ) - 在ニューヨーク総領事館 (ニューヨーク) - 在サンフランシスコ総領事館 (サンフランシスコ) - 在デンバー領事館 (デンバー) - 在オーランド領事館 (オーランド) - アルゼンチン - 在アルゼンチン大使館 (ブエノスアイレス) - アンティグア・バーブーダ - 在アンティグア・バーブーダ高等弁務官事務所 (セントジョンズ) - ウルグアイ - 在ウルグアイ大使館 (モンテビデオ) - エクアドル - 在エクアドル大使館 (キト) - ガイアナ - 在ガイアナ高等弁務官事務所 (ジョージタウン) - カナダ - 在カナダ高等弁務官事務所 (オタワ) - 在モントリオール総領事館 (モントリオール) - 在トロント総領事館 (トロント) - 在バンクーバー総領事館 (バンクーバー) - キューバ - 在キューバ大使館 (ハバナ) - グアテマラ - 在グアテマラ大使館 (グアテマラシティ) - コスタリカ - 在コスタリカ使館 (サンホセ) - コロンビア - 在コロンビア大使館 (ボゴタ) | - ジャマイカ - 在ジャマイカ高等弁務官事務所 (キングストン) - セントビンセント・グレナディーン - 在セントビンセント・グレナディーン高等弁務官事務所 (キングスタウン) - セントルシア - 在セントルシア高等弁務官事務所 (カストリーズ) - チリ - 在チリ大使館 (サンティアゴ・デ・チレ) - ドミニカ共和国 - 在ドミニカ共和国大使館 (サント・ドミンゴ) - トリニダード・トバゴ - 在トリニダード・トバゴ高等弁務官事務所 (ポート・オブ・スペイン) - ハイチ - 在ハイチ大使館 (ポルトープランス) - パナマ - 在パナマ大使館 (パナマ市) - バルバドス - 在バルバドス高等弁務官事務所 (ブリッジタウン) - ブラジル - 在ブラジル大使館 (ブラジリア) - 在リオデジャネイロ総領事館 (リオデジャネイロ) - 在サンパウロ総領事館 (サンパウロ) - ベネズエラ - 在ベネズエラ大使館 (カラカス) - ベリーズ - 在ベリーズ高等弁務官事務所 (ベルモパン) - ペルー - 在ペルー大使館 (リマ) - ボリビア - 在ボリビア大使館 (ラパス) - メキシコ - 在メキシコ大使館 (メキシコシティ) - 在モンテレー領事館 (モンテレイ) |

## ヨーロッパ
| - アイスランド - 在アイスランド大使館 (レイキャビク) - アイルランド - 在アイルランド大使館 (ダブリン) - アルバニア - 在アルバニア大使館 (ティラナ) - イタリア - 在イタリア大使館 (ローマ) - 在ミラノ総領事館 (ミラノ) - 在フィレンツェ領事館 (フィレンツェ) - 在ナポリ領事館 (ナポリ) - ウクライナ - 在ウクライナ大使館 (キエフ) - エストニア - 在エストニア大使館 (タリン) - オーストリア - 在オーストリア大使館 (ウィーン) - オランダ - 在オランダ大使館 (ハーグ) - 在アムステルダム領事館 (アムステルダム) - 在ウィレムスタッド領事館 (ウィレムスタッド) - ギリシャ - 在ギリシャ大使館 (アテネ) - 在テッサロニキ領事館 (テッサロニキ) - 在イラクリオン副領事館 (イラクリオン) - クロアチア - 在クロアチア大使館 (ザグレブ) - コソボ - 在コソボ大使館 (プリシュティナ) - スイス - 在スイス大使館 (ベルン) - 在ジュネーブ総領事館 (ジュネーヴ) - 在バーゼル副領事館 (バーゼル) - 在ルガーノ副領事館 (ルガーノ) - 在チューリッヒ副領事館 (チューリッヒ) - スウェーデン - 在スウェーデン大使館 (ストックホルム) - 在ヨーテボリ総領事館 (ヨーテボリ) - スペイン - 在スペイン大使館 (マドリッド) - 在バルセロナ総領事館 (バルセロナ) - 在アリカンテ領事館 (アリカンテ) - 在ビルバオ領事館 (ビルバオ) - 在ラス・パルマス・デ・グラン・カナリア領事館 (ラス・パルマス・デ・グラン・カナリア) - 在マラガ領事館 (マラガ) - 在パルマ・デ・マヨルカ領事館 (パルマ・デ・マヨルカ) - 在サンタ・クルス・デ・テネリフェ領事館 (サンタ・クルス・デ・テネリフェ) - 在イビサ副領事館 (イビサ島) - スロバキア - 在スロバキア大使館 (ブラチスラヴァ) - スロベニア - 在スロベニア大使館 (リュブリャナ) - セルビア - 在セルビア大使館 (ベオグラード) - チェコ - 在チェコ大使館 (プラハ) | - デンマーク - 在デンマーク大使館 (コペンハーゲン) - ドイツ - 在ドイツ大使館 (ベルリン) - 在デュッセルドルフ総領事館 (デュッセルドルフ) - 在ミュンヘン総領事館 (ミュンヘン) - ノルウェー - 在ノルウェー大使館 (オスロ) - バチカン - 在バチカン大使館 (バチカン) - ハンガリー - 在ハンガリー大使館 (ブダペスト) - フィンランド - 在フィンランド大使館 (ヘルシンキ) - フランス - 在フランス大使館 (パリ) - 在ボルドー総領事館 (ボルドー) - 在リール総領事館 (リール) - 在リヨン総領事館 (リヨン) - 在マルセイユ総領事館 (マルセイユ) - 在ソミュール領事事務所 (ソミュール) - ブルガリア - 在ブルガリア大使館 (ソフィア) - ベラルーシ - 在ベラルーシ大使館 (ミンスク) - ベルギー - 在ベルギー大使館 (ブリュッセル) - ポーランド - 在ポーランド大使館 (ワルシャワ) - ボスニア・ヘルツェゴビナ - 在ボスニア・ヘルツェゴビナ大使館 (サラエボ) - ポルトガル - 在ポルトガル大使館 (リスボン) - 在ポルティマオ領事館 (ポルティマオ) - 北マケドニア - 在マケドニア大使館 (スコピエ) - マルタ - 在マルタ大使館 (バレッタ) - モルドバ - 在モルドバ大使館 (キシナウ) - モンテネグロ - 在モンテネグロ大使館 (ポドゴリツァ) - ラトビア - 在ラトビア大使館 (リガ) - リトアニア - 在リトアニア大使館 (ヴィリニュス) - ルーマニア - 在ルーマニア大使館 (ブカレスト) - ルクセンブルク - 在ルクセンブルク大使館 (ルクセンブルク市) - ロシア - 在ロシア大使館 (モスクワ) - 在エカテリンブルク総領事館 (エカテリンブルク) - 在サンクトペテルブルク総領事館 (サンクトペテルブルク) |

## 中東
| - アラブ首長国連邦 - 在アラブ首長国連邦大使館 (アブダビ) - 在ドバイ総領事館 (ドバイ) - イエメン - 在イエメン大使館 (サナア) - 在フダイダ領事館 (フダイダ) - イスラエル - 在イスラエル大使館 (テルアビブ) - イラク - 在イラク大使館 (バグダード) - イラン - 在イラン大使館 (テヘラン) - オマーン - 在オマーン大使館 (マスカット) - カタール - 在カタール大使館 (ドーハ) - キプロス - 在キプロス高等弁務官事務所 (ニコシア) | - クウェート - 在クウェート大使館 (クウェート市) - サウジアラビア - 在サウジアラビア大使館 (リヤド) - 在ジッダ総領事館 (ジッダ) - シリア - 在シリア大使館 (ダマスカス) - トルコ - 在トルコ大使館 (アンカラ) - 在イスタンブール総領事館 (イスタンブール) - 在アンタルヤ領事館 (アンタルヤ) - 在イズミル副領事館 (イズミル) - バーレーン - 在バーレーン大使館 (マナーマ) - パレスチナ - 在パレスチナ総領事館 (東エルサレム) - 在ガザイギリス政府代表事務所 (ガザ) - ヨルダン - 在ヨルダン大使館 (アンマン) - レバノン - 在レバノン大使館 (ベイルート) |

## アフリカ
| - アルジェリア - 在アルジェリア大使館 (アルジェ) - アンゴラ - 在アンゴラ大使館 (ルアンダ) - ウガンダ - 在ウガンダ高等弁務官事務所 (カンパラ) - エジプト - 在エジプト大使館 (カイロ) - 在アレクサンドリア総領事館 (アレクサンドリア) - エチオピア - 在エチオピア大使館 (アディスアベバ) - エリトリア - 在エリトリア大使館 (アスマラ) - ガーナ - 在ガーナ高等弁務官事務所 (アクラ) - カメルーン - 在カメルーン高等弁務官事務所 (ヤウンデ) - ガンビア - 在ガンビア大使館 (バンジュール) - ギニア - 在ギニア大使館 (コナクリ) - ケニア - 在ケニア高等弁務官事務所 (ナイロビ) - コートジボワール - 在コートジボワール大使館 (アビジャン) - コンゴ民主共和国 - 在コンゴ民主共和国大使館 (キンシャサ) - ザンビア - 在ザンビア高等弁務官事務所 (ルサカ) - シエラレオネ - 在シエラレオネ高等弁務官事務所 (フリータウン) - ジンバブエ - 在ジンバブエ大使館 (ハラレ) | - スーダン - 在スーダン大使館 (ハルツーム) - セーシェル - 在セーシェル高等弁務官事務所 (ヴィクトリア) - セネガル - 在セネガル大使館 (ダカール) - タンザニア - 在タンザニア高等弁務官事務所 (ダルエスサラーム) - チュニジア - 在チュニジア大使館 (チュニス) - ナイジェリア - 在ナイジェリア高等弁務官事務所 (アブジャ) - 在ラゴス副高等弁務官事務所 (ラゴス) - ナミビア - 在ナミビア高等弁務官事務所 (ウィントフック) - ボツワナ - 在ボツワナ高等弁務官事務所 (ハボローネ) - マラウイ - 在マラウィ高等弁務官事務所 (リロングウェ) - 南アフリカ共和国 - 在南アフリカ共和国高等弁務官事務所 (プレトリア) - 在ケープタウン総領事館 (ケープタウン) - 南スーダン - 在南スーダン大使館 (ジュバ) - モーリシャス - 在モーリシャス高等弁務官事務所 (ポートルイス) - モザンビーク - 在モザンビーク高等弁務官事務所 (マプト) - モロッコ - 在モロッコ大使館 (ラバト) - 在カサブランカ総領事館 (カサブランカ) - 在タンジェ領事館 (タンジェ) - リビア - 在リビア大使館 (トリポリ) - ルワンダ - 在ルワンダ高等弁務官事務所 (キガリ) |

## 大洋州
| - オーストラリア - 在オーストラリア高等弁務官事務所 (キャンベラ) - 在メルボルン総領事館 (メルボルン) - 在シドニー総領事館 (シドニー) - 在ブリスベン領事館 (ブリスベン) - 在パース領事館 (パース) - ソロモン諸島 - 在ソロモン諸島高等弁務官事務所 (ホニアラ) | - ニュージーランド - 在ニュージーランド高等弁務官事務所 (ウェリントン) - 在オークランド総領事館 (オークランド) - パプアニューギニア - 在パプアニューギニア高等弁務官事務所 (ポートモレスビー) - フィジー - 在フィジー高等弁務官事務所 (スバ) |

## 国際機関代表部
| - 国際連合代表部 (ニューヨーク) - 欧州連合代表部 (ブリュッセル) - 北大西洋条約機構 (ブリュッセル) - 西欧同盟代表部 (ブリュッセル) - ジュネーヴ国際機関代表部 (ジュネーヴ) - 軍縮会議代表部 (ジュネーヴ) - 化学兵器禁止機関代表部 (ハーグ) - アジア開発銀行代表部 (マニラ) - 国際民間航空機関代表部 (モントリオール) - 国連ハビタット代表部 (ナイロビ) - 経済協力開発機構代表部 (パリ) - 国際連合教育科学文化機関代表部 (パリ) | - 国際連合食糧農業機関代表部 (ローマ) - 国際連合世界食糧計画代表部 (ローマ) - 国際農業開発基金代表部 (ローマ) - 欧州連合代表部 (ストラスブール) - 欧州評議会代表部 (ストラスブール) - アフリカ開発銀行代表部 (チュニス) - ウィーン国際機関代表部 (ウィーン) - 欧州安全保障協力機構代表部 (ウィーン) - 米州開発銀行代表部 (ワシントンD.C.) - 国際通貨基金代表部 (ワシントンD.C.) - 国際復興開発銀行代表部 (ワシントンD.C.) |